# Lamerd (Verwaltungsbezirk)
Lamerd (persisch لامرد) ist ein Verwaltungsbezirk (šahrestān) in der Provinz Fars, Iran. Das Verwaltungszentrum befindet sich in der gleichnamigen Stadt Lamerd. Bei der Volkszählung 2006 betrug die Bevölkerungszahl 76.971 Personen in 16.602 Familien.

## Kreise
- Zentral (بخش مرکزی)
- Bachsch Tschahwarz

## Belege
1. ↑  Census of the Islamic Republic of Iran, 1385 (2006). (Excel) Iran, archiviert vom Original am 11. November 2011; abgerufen am 18. Juni 2015 (persisch).

Koordinaten: 27° 27′ N, 53° 11′ O